# MAXIMUM GROOVE
『MAXIMUM GROOVE』（マキシマム・グルーヴ）は、日本の女性ダンス・ボーカルグループMAXの3枚目のオリジナルアルバムである。

## 概要
- ヒットしたシングル3枚が収録された3rdアルバム。
- 初回限定盤のみ特殊パッケージ（三方背BOX）仕様、MAXオリジナル特製ペンダント封入、『MAX LIVE CONTACT 1999 "Sunny Holiday"』ツアースケジュール（リーフレット）封入。
- 第13回日本ゴールドディスク大賞ポップ・アルバム・オブ・ザ・イヤーを受賞。

## 収録曲
カッコ内はオリジナル楽曲のタイトルとアーティスト。
1. Only one
作詞：海老根祐子 / 作曲：桑原秀明 / 編曲：石塚知生
ニコン「プロネアS」「ニュービスS」CMソング
2. 閃光-ひかり-のVEIL
作詞：松井五郎 / 作曲・編曲：横山輝一
9thシングル。
3. I'm in love
作詞：森浩美 / 作曲・編曲：笹本将崇
4. GETTING OVER
作詞：松井五郎 / 作曲・編曲：横山輝一
11thシングルのカップリング曲。
5. Sunny Holiday (Sunny Holiday / Solid Base)
日本語詞：太田真人 / 作詞：Sandro Cajander - David Taboli - TH.Olsen / 作曲：Jonas Eriksson - Mat tias Eliasson / 編曲：磯村英司
6. Not Alone
作詞：松井五郎 / 作曲：桑原秀明 / 編曲：安部潤
7. Active for the love
作詞：松井五郎 / 作曲：笹本安詞 / 編曲：安部潤
8. Private crime
作詞：森浩美 / 作曲・編曲：笹本将崇
9. Reborn
作詞：森浩美 / 作曲・編曲：笹本将崇
10. Person I need
作詞：森浩美 / 作曲・編曲：笹本将崇
11. Grace of my heart
作詞：海老根祐子 / 作曲：鈴木健治 / 編曲：安部潤
11thシングル。
12. Ride on time
作詞：松井五郎 / 作曲・編曲：横山輝一
10thシングル。
13. DON'T YOU LOVE ME (DON'T YOU LOVE ME / VIRGINELLE)
作詞：鈴木計見 / 作曲：GROOVE SURFERS / 編曲：星野靖彦
10thシングルのカップリング曲。
14. LOVE DESIRE (LOVE DESIRE / MACHO GANG)
作詞：海老根祐子 / 作曲・編曲：Time Machine